# Nerpio
Nerpio és un municipi de la província d'Albacete, limita amb Yeste i Letur, a la província d'Albacete; amb Huéscar i Puebla de Don Fadrique, a Granada; amb Moratalla, Múrcia; i amb Santiago-Pontones, a Jaén. Endemés, el terme municipal és el més meridional d'Albacete, i de tota Castella-la Manxa.

## Demografia
| 1900  | 1910  | 1920  | 1930  | 1940  | 1950  | 1960  | 1970  | 1981  | 1991  | 1996  | 2001  | 2005  |
| ----- | ----- | ----- | ----- | ----- | ----- | ----- | ----- | ----- | ----- | ----- | ----- | ----- |
| 4.420 | 4.573 | 5.012 | 4.930 | 5.631 | 5.538 | 4.997 | 3.971 | 2.829 | 1.972 | 1.928 | 1.728 | 1.639 |

## Galeria d'imatges

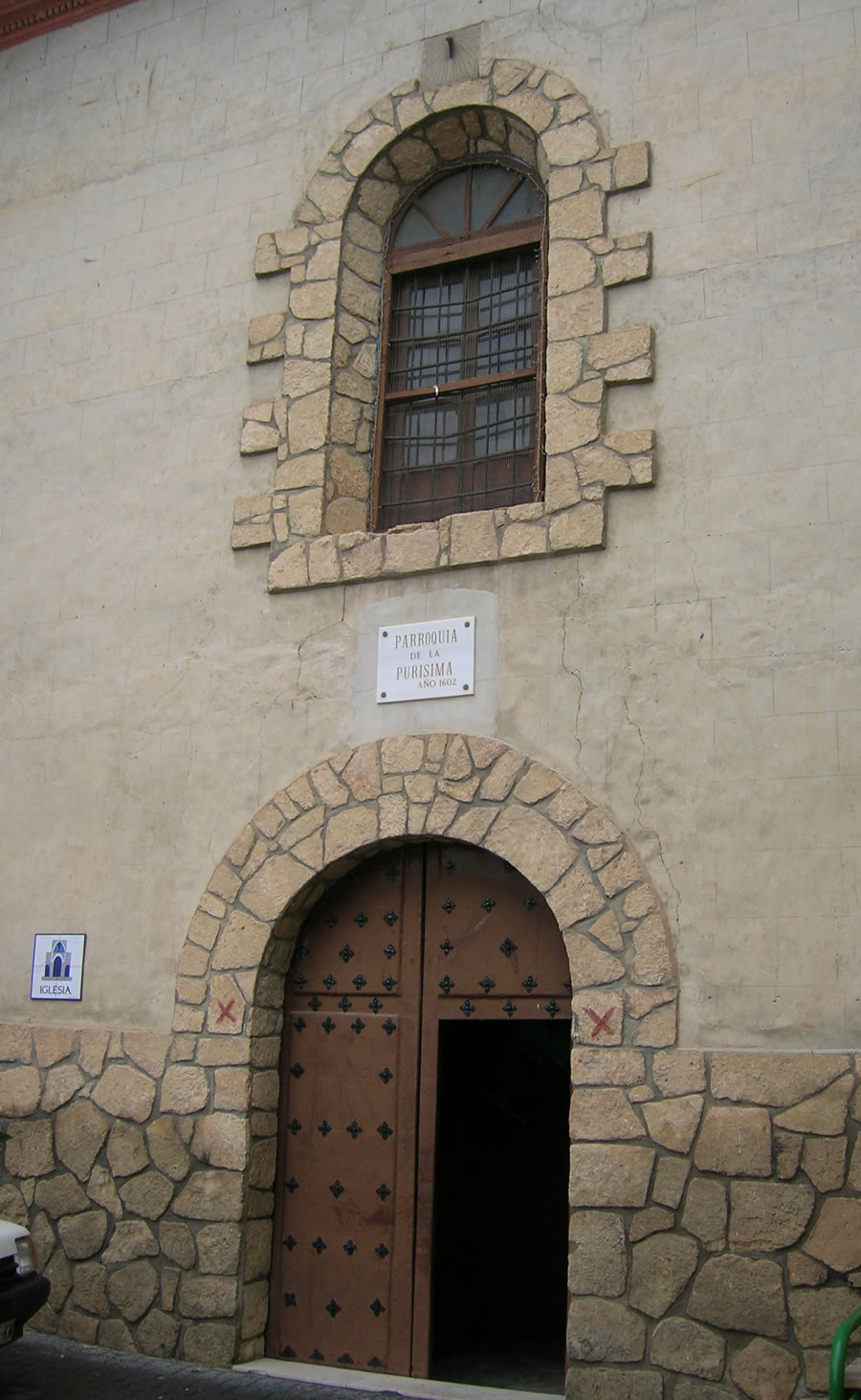
Parròquia de la Purísima (1602)
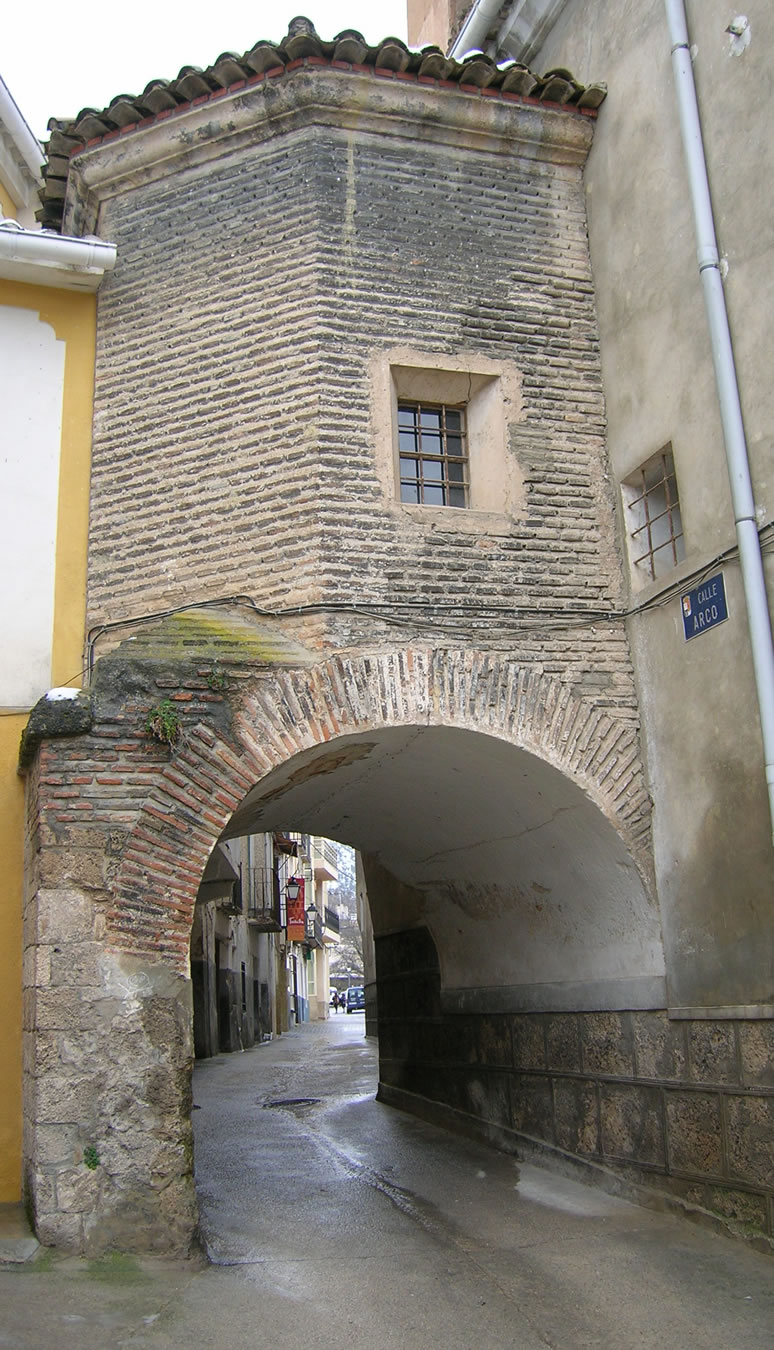
Carrer de l'Arco